# Lutecio
El lutecio es un elemento químico, de número atómico 71, cuyo símbolo químico es Lu. A pesar de ser uno de los elementos del bloque d, con frecuencia aparece incluido entre los lantánidos (tierras raras), ya que con estos comparte muchas propiedades. De todos ellos es el elemento más difícil de aislar, lo cual justifica su carestía y los relativamente pocos usos que se le han encontrado.
El lutecio no es un elemento particularmente abundante, aunque es significativamente más común que la plata en la corteza terrestre. Tiene pocos usos específicos. El lutecio-176 es un isótopo radiactivo relativamente abundante (2,5 %) con una vida media de unos 38 000 millones de años, que se usa para determinar la edad de minerales y meteoritos. El lutecio generalmente ocurre en asociación con el elemento itrio y a veces se usa en aleaciones de metal y como catalizador en varias reacciones químicas. 177Lu-DOTA-TATE se utiliza en terapia con radionúcleidos (ver Medicina nuclear) para tratar tumores neuroendocrinos. El lutecio tiene la dureza Brinell más alta de todos los lantánidos, con 890–1300 MPa.

## Características
El lutecio es un metal trivalente, de color blanco plateado, resistente a la corrosión y, en presencia de aire, relativamente estable. De todas las tierras raras es el elemento más pesado y duro.

## Aplicaciones
Debido a la dificultad de producción y a su elevado precio, el lutecio tiene muy pocos usos comerciales, sobre todo porque es más raro que la mayoría de los demás lantánidos, pero químicamente no es muy diferente
El lutecio estable puede utilizarse como catalizador en el craqueo del petróleo en las refinerías, y en diversos procesos químicos, como alquilación, hidrogenación y polimerización.
También se están investigando radioisótopos de lutecio para ser aplicados en medicina nuclear en tratamientos terapéuticos.
El granate de aluminio de lutecio (Al
5Lu
3O
12) ha sido propuesto para su uso como material de lente en índice de refracción alto. litografía de inmersión. Además, se añade una pequeña cantidad de lutecio como dopante a granate de galio y gadolinio, que se utiliza en dispositivos de memoria de burbuja magnética. El oxiortosilicato de lutecio dopado con cerio es actualmente el compuesto preferido para los detectores de tomografía por emisión de positrones (PET). El granate de aluminio lutecio (LuAG) se utiliza como fósforo en las bombillas de diodos emisores de luz.
Además del lutecio estable, sus isótopos radiactivos tienen varios usos específicos. La vida media adecuada y el modo de descomposición hicieron que el lutecio-176 se usara como un emisor beta puro, usando lutecio que ha sido expuesto a activación de neutrones, y en datación de lutecio-hafnio hasta la fecha meteorito s. El isótopo sintético lutecio-177 unido a octreotato (un análogo de somatostatina), se utiliza experimentalmente en terapia dirigida con radionúclidos para tumores neuroendocrinos. De hecho, el lutecio-177 se está utilizando cada vez más como radionúclido en la terapia de tumores con neuroendocrina y paliación del dolor óseo.
Las investigaciones indican que los relojes atómicos de iones de lutecio podrían proporcionar una mayor precisión que cualquier reloj atómico existente.
El tantalato de lutecio (LuTaO4) es el material blanco estable más denso conocido (densidad 9.81 g/cm3) y por lo tanto es un receptor ideal de fósforos de rayos X. El único material blanco más denso es el dióxido de torio, cuya densidad es 10 g/cm3, pero el torio que contiene es radioactivo.

## Historia
El lutecio, del latín Lutetia (primer nombre de París), fue descubierto de forma independiente en 1907 por el científico francés Georges Urbain, el mineralogista austríaco Barón Carol Auer von Welsbach, y el químico estadounidense Charles James. Lo encontraron como impureza del metal iterbio, que el químico suizo Jean Charles Galissard de Marignac y la mayoría de sus colegas habían considerado mineral puro. Los científicos propusieron diferentes nombres para los elementos: Urbain eligió neoytterbio y lutecio, mientras que Welsbach eligió aldebaranium y cassiopeium (por Aldebarán y Cassiopeia). Ambos artículos acusaban al otro de publicar resultados basados en los del autor.
La Comisión Internacional de Pesos Atómicos, responsable entonces de la atribución de nuevos nombres de elementos, resolvió la disputa en 1909 concediendo la prioridad a Urbain y adoptando sus nombres como oficiales, basándose en que la separación del lutecio del iterbio de Marignac fue descrita por primera vez por Urbain; después de que se reconocieran los nombres de Urbain, el neoitérbico fue revertido a iterbio. Hasta la década de 1950, algunos químicos de habla alemana llamaron al lutecio por el nombre de Welsbach, cassiopeium; en 1949, la ortografía del elemento 71 se cambió a lutecio. La razón fue que las muestras de lutecio de Welsbach de 1907 habían sido puras, mientras que las de Urbain de 1907 solo contenían trazas de lutecio. Esto hizo pensar a Urbain que había descubierto el elemento 72, al que llamó celtio, que en realidad era lutecio muy puro. El posterior descrédito del trabajo de Urbain sobre el elemento 72 llevó a una revalorización del trabajo de Welsbach sobre el elemento 71, de modo que el elemento pasó a llamarse casiopeo en los países de habla alemana durante algún tiempo. Charles James, que se mantuvo al margen de la discusión sobre la prioridad, trabajó a una escala mucho mayor y poseía el mayor suministro de lutecio de la época. El lutecio metálico puro se produjo por primera vez en 1953.

## Abundancia
En la naturaleza se encuentra con la mayoría del resto de tierras raras, pero nunca en solitario, nativo. De todos los elementos presentes en la naturaleza es el menos abundante. La principal mena de lutecio comercialmente explotable es la monacita (Ce, La, etc.)PO4, que contiene 0,003% de Lu.
Hasta finales del siglo XX d. C. no se logró obtener el metal puro, ya que es extremadamente difícil de preparar. El procedimiento empleado es el intercambio iónico (reducción) de LuCl3 o de LuF3 anhidro con metal alcalino o con metal alcalinotérreo.

## Isótopos
De lutecio existe un isótopo estable, Lu-175, con abundancia natural de 97,41%. Se han identificado 33 radioisótopos. Los más estables son el Lu-176, con periodo de semidesintegración de 3,78×1010 años y abundancia natural de 2,59%, el Lu-174, con periodo de semidesintegración de 3,31 años, y el Lu-173, de 1,37 años. Los periodos de semidesintegración del resto de sus isótopos radiactivos son inferiores a nueve días; la mayoría, de menos de media hora. Además existen 18 metaestados, de los cuales los más estables son: Lu-177m, Lu-174m y Lu-178m, cuyos periodos de semidesintegración respectivos son 160,4 días, 142 días y 23,1 minutos.
Las masas atómicas de los isótopos de lutecio varían entre 149,973 uma, del Lu-150, y 183,962, del Lu-184. La principal modalidad de desintegración de los isótopos más ligeros que el estable es por captura electrónica (ε), (con algunos casos de desintegración α), de lo cual se generan isótopos de iterbio. Los isótopos más pesados que el estable se desintegran mediante emisión β, cuyo resultado consiste en isótopos de hafnio.

## Precauciones
Al igual que el resto de las tierras raras, se supone que la toxicidad de este metal es baja. No obstante, tanto el lutecio como -especialmente- sus compuestos deben manejarse con precaución máxima. Aunque en el cuerpo humano no desempeña función biológica alguna, se cree que estimula el metabolismo.